# Fredrik Nycander

Fredrik Nycander. Foto omkring 1905.

Fredrik Axel Nycander, född den 19 december 1867 på Åby säteri i Tossene församling, död den 17 april 1944 i Stockholm var en svensk författare, journalist och skådespelare.

## Biografi
Nycander var son till löjtnanten vid Bohusläns regemente Axel Reinhold Nycander och Augusta Louise Kilman och växte upp på Åby säteri i Bohuslän. Han blev student 1887 vid Vänersborgs högre allmänna läroverk och studerade därefter vid Uppsala universitet. Han kom att ha sin yrkesverksamhet i Stockholm, men var starkt engagerad i Bohusläns kulturhistoria och en centralgestalt i badortslivet i Lysekil och redaktör för badortstidningen Trampen under 1910-talet. 
Under 1892-1897 var han redaktionssekreterare vid Figaro, 1898-1899 redaktör vid Varia och litteratur- och teaterkritiker vid Dagen 1900-1904 med signaturen Don Diego. Han var skådespelare vid Stora Teatern, Göteborg och Svenska Teatern, Helsingfors 1906–1908 och styresman för fornminnessällskapet Vikarvet 1915–1928 och även anlitad föreläsare. 
Författarskapet är omfattande. Under Uppsalatiden var Nycander medlem av det litterära studentsällskapet Saga. Främsta temat är Bohuslän och dess historia och han publicerade ett femtiotal skrifter med anknytning till detta landskap, vilka omfattar bland annat lyrik, barndomsskildringar, sju bohuslänsromaner och vikingaspel. Flera av Nycanders teaterpjäser hade premiär på Stockholmsteatrar och några även på Dramaten. Han scendebuterade 1906 i den egna pjäsen Hans Fjord. I mitten av 1930-talet utgav han sina memoarer i tre band. Ernst Högman, en samtida kritiker, säger om Nycanders prosa: "I sina novellsamlingar Västkust och Hat och fjord har han i en tvärhuggen målande stil skildrat det bohuslänska kustfolket på ett om skarpt öga och varmt hjärta vittnande sätt. De äro tagna på kornet, dessa kärfva, ordknappa och stundom vildsinta kustbor, det luktar haf och fisk om dem och de höra hop med sina klippor."
Nycander var en av stiftarna av det bohuslänska fornminnessällskapet Vikarvet 1915 och var dess styresman i 13 år. Förutom utgivning av skrifter genomfördes undersökningar och vård av Bohusläns fornminnen, bland annat restaureringen av Svenneby gamla kyrka, som därmed räddades åt eftervärlden.
Författarens Bohusvisan, tonsatt av Henrik Jansson, har anförts som landskapssång för Bohuslän. Texten är inspirerad av och beskriver landskapet runt gården Åby, Åbyfjorden och kusten utanför på Sotenäset.    De sista raderna är självuppfyllande, "mitt hem bland bergen står. Det är mig alltid nära, om ock jag fjärran går. Jag trår till gråa stränder, till backars blom och snö. Som mås till redet vänder, jag drager dit att dö." dessa rader beskriver Åby säteri och familjen Nycanders privata begravningsplats som då just låg med blommande backar och ängar framför, vettande ner mot Åbyfjordens stränder.  
"I Bohuslän det gamla drog viking över våg,
att segerbyte samla på dråpligt draketåg.
För frihet mången hjälte på mur och klippa
stred.
Det blåa havets bälte blev gräns i västerled.

I Bohuslän det goda gror ax i sol och vind,
och gårdarna sig froda med vallad hjord vid grind.
På trevna fiskeläget bor skepparn trygg och glad.
Han söker stimmet träget och fångar sill i vad.

I Bohuslän det sköna styr köl på fjord och sjö.
Där susar granen gröna och strandråg på en ö.
I gattet skummet stänker och mareld lyser vit.
I tången snäckan blänker och ljungen klär granit.

I Bohuslän det kära mitt hem bland bergen står.
Det är mig alltid nära, om ock jag fjärran går.
Jag trår till gråa stränder, till backars blom och snö.
Som mås till redet vänder, jag drager dit att dö…"

### Skönlitteratur

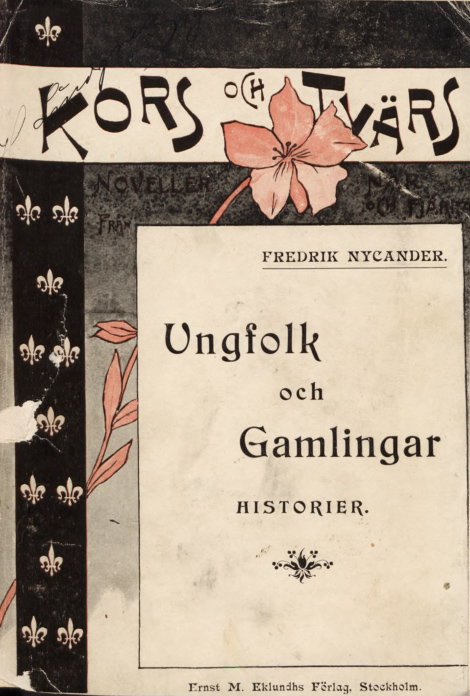
Omslag till Ungfolk och gamlingar (1900).

- ”Fjälldalens juninatt / Spelar-Jan”. Från Fyris' strand : dikter och berättelser. Upsala: Akademiska bokhandeln. 1888. sid. 18-22. Libris 679755
- ”I Hållö fyr”. Från Fyris' strand : dikter och berättelser. Upsala: Akademiska bokhandeln. 1888. sid. 45-47. Libris 679755
- Vid Gottfrid Torbjörnssons graf den 25 mars 1889. Upsala. 1889
- Röda skyar : dikter. Stockholm: F. Hellberg. 1892. Libris 1625231
- Två år : nya dikter. Stockholm: G. Chelius. 1894. Libris 1625232
- Brustna strängar : till P. Haaxmans tafla. Stockholm. 1895
- Vestkust : berättelser och humoresker. Stockholm: Lindström. 1896. Libris 08b2qf61x1cw5shb. http://hdl.handle.net/2077/57943
- Haf och fjord : berättelser. Stockholm: Svanbäck. 1898. Libris z8m44fzbwzh7p5rs. http://hdl.handle.net/2077/61838
- Dekadans : skådespel i 4 akter. Stockholm: Aktiebolaget Varia. 1900. Libris 1663535
- Ungfolk och gamlingar : historier. Kors och tvärs : noveller från när och fjärran ; [2]. Stockholm: Eklundh. 1900. Libris fqh5bcc8cnxj3q1j. http://hdl.handle.net/2077/60196
- Det klingar : dikter : tredje samlingen. Stockholm. 1901. Libris 2055526
- Villa Carreggi, Vindrufvor och Unge herrn. Stockholm: Chelius. 1901. Libris 1727942
- Teaterlyckan : komedi i 4 akter. Stockholm: Nilsson & Bergling. 1902. Libris 1727941
- Fäst : dikter : fjärde samlingen. Stockholm: Ljus. 1904. Libris 2194717
- Nero : en dramatisk trilogi. Stockholm: Ljus. 1904. Libris 1727940
- Hans Fjord : scenisk dikt i fyra akter : uppförd på Dramatiska teatern våren 1905. Stockholm: Wilhelmsson. 1905. Libris 1727939 - Även: Iduns romanbibliotek 38.
- Vindleka : dikter  : femte samlingen. Stockholm: Ljus. 1905. Libris 2198453
- Text till ... dikt "Bohusläningarne", l:sta och 5:te vers. Strömstad. 1906
- Gullmarn : [dikt]. Lysekil. 1907. Libris 2942459
- Storm och stiltje : äldre och nyare dikter. Stockholm: Ljus. 1907. Libris 1616437
- Vildbygd : berättelser. Stockholm: Fröléen. 1908. Libris 1616439
- Klippkusten : bohuslänska historier. Åhlén & Åkerlunds enkronas böcker ; 12. Göteborg: Åhlén & Åkerlund. 1909. Libris 1616434
- Klippkyrkan : historier. Åhlén & Åkerlunds enkronasböcker ; 34. Göteborg: Åhlén & Åkerlund. 1909. Libris 1616435
- Vidd och vrå. Stockholm: Fröléen. 1909. Libris 1616438
- Fyrfolket : berättelser och skisser. Åhlén & Åkerlunds en-kronasböcker ; 42. Göteborg: Åhlén & Åkerlund. 1909. Libris 1616433
- Marin och idyll : dikter. Lysekil. 1910. Libris 1616436
- Skagerack : [dikt]. Lysekil. 1910
- Fiskartröjan : berättelse från västkusten. Stockholm: Carlson. 1911. Libris 1637826
- Gullskon : en sagodikt. Lysekil: Trampens förl. 1911. Libris 1637828
- Gamla herrgården. Nordiska förlagets tio-öres-serie ; 17. Stockholm: Nordiska förl. 1912. Libris 22549040. https://runeberg.org/herrgarden/ - Tidigare som följetong i Nya Dagligt Allehanda 1905.
- Jag älskar mitt land : dikter. Stockholm: Carlson. 1912. Libris 1637829
- Allt för hembygden : bordsvisa tillägnad Bohusläns gille. Stockholm. 1913
- Syner och sant. Stockholm: Carlson. 1913. Libris 1637831
- Bönderna : en dikt tillägnad Bondetåget 1914. Stockholm. 1914. Libris 2942455
- Skepparkärlek : berättelse från Västkusten. Nordiska förlagets 25-öres böcker ; 292. Stockholm: Nord. förl. 1915. Libris 1637830
- Vikarfvet : en bohuslänsk skrift. Göteborg. 1916-1917. Libris 2422925
- Bröllopstal till Signhild och Lambert Häller. Säm, Bullaren, d. 18 juni 1917. U.o. [1917]
- Ranrikes runor : bohuslänska berättelser från urtid till nutid, 1-3. 1917-1927. Libris 1341295
  -  Del 1. 1917. Libris 1341296
  -  Del 2. 1919. Libris 1341297
  -  Del 3. 1927. Libris 1341298
- I folktrons underland : tåg af grupper och figurer ur nordisk mytologi, helgonlegender, folkvisor och folksagor sammansatt. Stockholm: Lagerström. 1918. Libris 1656729
- Min halfsekelsaga : femtioårsdagen 19 dec. 1917  [dikt]. Lysekil: Lysekilsposten. 1918. Libris 1656730
- Vikarfvet hälsar Bohusläns gille : på Bohusläns gilles vinter-fäst 6 dec. 1918. U.o. 1918. Libris 1656730
- Engelbrektssagan : friluftsspel i 8 uppträden. Stockholm: Hæggström. 1919. Libris 1656726
- Godnatt till gården. Lysekil: Lysekilsposten. 1919. Libris 1656727
- Sankt Eriks banér : dikt. Stockholm: Lagerström. 1919. Libris 1656731
- Tal till direktör L. Laurin på hans femtioårsdag, firad i Lysekil 17 februari 1919. Stockholm. 1919. Libris 2942462
- Hembygd : dikter. Uddevalla: J. F. Hallmans bokh. 1920. Libris 1656728
- Marieskog. En dikt om Marieskogs kloster i Dragsmark samt om riddaren Axel Tordsson o jungfrun Valborg Ingemarsdotter. Lysekil. 1920
- Sankt Erikssagan. Stockholm: Sv. kyrkans diakonistyrelse. 1920. Libris 1656732
- Tänkaren från Kaserna : i de bohuslänska Oddfellow-logernas namn, vid Pontus Wikners minnessten i Kaserna, söndagen den 30 maj 1920. Lysekil: Lysekilsposten. 1920. Libris 1656733
- Barmhärtighet. Göteborg. 1921. Libris 3061227
- Bohusresan : rimkrönika. Lysekil: Förf. 1921. Libris 1476044
- Vikens visor : dikter ur Bohusläns historia och sägenliv. Uddevalla: J. F. Hallmans bokh. 1921. Libris 1476048
- Jenny Lind : dikt vid avtäckningen av Jenny Lind-statyn å Framnäs, Kungl. Djurgården, 11 maj 1924. Stockholm. 1924. Libris 3061228
- Västervakt : Bohusläns regementes saga : [dikt]. Uddevalla: Bohus-posten. 1924. Libris 1476049
- Carl XII:s dröm : historisk skildring från sommaren 1718. Stockholm: Wessman. 1925. Libris 1476045
- Hemma vid havet : bohuslänska historier. Stockholm: Wessman. 1925. Libris 1476046
- Svenska skuggor : historiska dikter. Stockholm. 1925. Libris 2942461
- Gravdikt över sjökaptenen Andrew Macfie. Uddevalla. 1926
- Nordmannakynne : dikter om forntid och nutid. Stockholm: [Seelig]. 1926. Libris 1341294
- Segraren : historiskt skådespel. Bohuslandia : hembygdsskrifter; 1. Stockholm: Förf. 1928. Libris 2942445
- Fostbrödralag  : vikingaspel. Bohuslandia : hembygdsskrifter; 2. Stockholm: Förf. 1928. Libris 2942446
- Kung Göstas budskap : dikt uppläst valborgsmässoafton 1928 på Vaxholms torg av författaren. Stockholm: Blom. 1928. Libris 1341292
- Varbergshus : en samling dikter. Stockholm: [Seelig]. 1928. Libris 1341300
- Gamle stockholmaren : ett samtal i Kungsträdgården. Stockholm: Lindström. 1929. Libris 1341289
- Improvisationen : dialog kring en Bellmanssång  : tillägnad Sällskapet Stallmästaregårdens vänner. Stockholm: Beckman. 1929. Libris 1341291
- Vackra Vaxholm : dikt. Stockholm: Blom. 1929. Libris 1341299
- Vandring och vila : dikter. Bohuslandia : hembygdsskrifter; 4. Stockholm: Förf. 1929. Libris 2942448
- Gentlemän och skälmar : nyckelhistorier från sekelslut och nysekel. Stockholm: Chelius. 1930. Libris 1341290
- Den kära stranden : dikter. Bohuslandia : hembygdsskrifter; 5. Stockholm: Förf. 1930. Libris 2942449
- Halland : dikt. Stockholm: Förf. 1931. Libris 1350109
- Nuets nerv : spetsdikter om det moderna samhället. Stockholm: [Seelig]. 1932. Libris 1350110
- Bohusvisan : minne af Fornminnessällskapet Vikarfvet. Lysekil. 1934. Libris 2942452
- Havsnäset : litet om Lysekil. Bohuslandia : hembygdsskrifter; 7. Stockholm: Förf. 1934. Libris 2942451
- Ras och rike : dikter. Stockholm: Förf. 1934. Libris 1350111
- Barndomsgården : sägner och minnen. Stockholm: Förf. 1938. Libris 1374401
- Fäder och framtid : vald samling fosterländska dikter. Stockholm. 1942. Libris 2942457
- Gustavianskt galleri : dikter. Stockholm: Förf. 1942. Libris 1402962
- Folket i Fjordbacken. 1992. Libris 21174400 - Handskrivet manus.

### Varia
- ”Svenska färdebrev. 1–3”. Svensk turisttidning : organ för turistväsen och badortsliv 1:  sid. 76 f, 92 f, 107–109. 1922. Libris 9406792
- Svenneby ödekyrka : minnesskrift / med bidrag av Ernst Hörman, Osvald Karlsson, Fredrik Nycander. Lysekil: Vikarvets förl. 1923. Libris 1482752
- Min livslära. [Stockholm]: [Lindberg]. 1927. Libris 1341293
- Bohusläns huvudstad : en krönika om Uddevalla. Bohuslandia : hembygdsskrifter; 3. Stockholm: Förf. 1928. Libris 2942447
- Det bohusländska kynnet : en karaktärsstudie. Bohuslandia : hembygdsskrifter; 6. Stockholm: Förf. 1931. Libris 2942450
- Stävgång och strandhugg : nordiska färdebrev och färdedikter. 1-2. Stockholm: Förf. 1931-1932. Libris 1350112
- 1. 1931. Libris 1350113
- 2. 1932. Libris 1350114
- Blick på Bellman. Stockholm. 1936. Libris 2942443 - Särtryck ur: Manufakturisternas tidskrift
- Livsleken : en åldrings hågkomster. Stockholm: Förf. 1937. Libris 1374402
- Stallmästaregården : [Solna]. Stockholm. 1937. Libris 1374403
- Enslingen på Järva : Elis Schröderheims monolog en sommardag 1795. Stockholm. 1940. Libris 2942456
- Skolpojken : minnen : tillägnade föreningen [Vänersborgs skolpojkar], Stockholm ... Stockholm: Förf. 1942. Libris 1402963

### Redaktör
- Vikarvet : årsbok. Lysekil: Vikarvets förlag. 1920-1931. Libris 3685729
- Vårdträdet : Bohusläningarnes hembygdsbok  : 1921 / red. av Fredrik Nycander. Uddevalla: J. F. Hallmans bokh. 1920. Libris 1661154
- Minne och munterhet : Stockholmiana med porträtt och teckningar / samlade av Fredrik Nycander. Stockholm: Stallmästaregårdens vänner. 1934. Libris 1349161